# ベンハミン・ガレ
ベンハミン・アントニオ・ガレ（スペイン語: Benjamin Antonio Garré、2000年7月11日 - ）は、アルゼンチンのサッカー選手。CRヴァスコ・ダ・ガマ所属。ポジションはFW。

## クラブ歴
2016年7月にCAベレス・サルスフィエルドの下部組織から争奪戦を制したマンチェスター・シティ EDSに移籍。当時の彼は16歳で、国際サッカー連盟は欧州連合を単一国家と見做しており、イタリア人でもあるためマンチェスター・シティ側としては何ら問題とする所のない移籍であったが、前月にイギリスの欧州連合離脱が可決されていたため、ベレス・サルスフィエルド側は最早欧州連合所属ではなくなる英国への移籍は18歳未満の国際移籍禁止に抵触するのではないかと不平を述べた。最終的に英国が欧州連合を離脱したのは2020年に入ってからであったというのもあり、2018年4月にこの移籍に問題はなかったとの判断が下された。
2020年1月にラシン・クラブに完全移籍、4年半契約で移籍金は250万ドルと見積もられている。2月28日の試合でプロ初出場を記録した。
2023年1月29日、クリリヤ・ソヴェトフ・サマーラに3年半契約で移籍した。

## 代表歴
アンダー代表ではアルゼンチン代表として2015年の南米U-15選手権、2017 南米U-17選手権に出場している。

## 家族
祖父のオスカル・ガレ、父のエミリアーノ・ガレ、叔父のエセキエル・ガレもサッカー選手。